# Сьюдад де Мурсия
«Сьюдад де Мурсия» (исп. Club de Fútbol Ciudad de Murcia) — испанский футбольный клуб из города Мурсия, существовавший в 1999—2007 годах.

## История
Клуб был основан в 1999 году экс-футболистом Кике Пиной и несколькими его друзьями-предпринимателями. Пройдя Терсеру и Сегунду Б, в сезоне 2003/04 клуб дебютировал в Сегунде — второй по значимости лиге в испанском футболе.
Первые два сезона команда была на грани вылета, оставаясь в итоге соответственно, на 17 и 18 месте. В сезоне 2005/06 клуб смог значительно улучшить свои результаты, заняв четвёртое место по итогам сезона. «Мурсия» имела шансы выйти в Примеру вплоть до последнего тура, в котором они уступили своим прямым конкурентам «Леванте». В следующем сезоне клуб также занял четвёртое место, однако остался далеко позади призовой тройки.
6 июня 2007 было объявлено, что клуб был выкуплен инвестором из Гранады, переедет в этот город, и будет выступать под названием «Гранада-74». Футболисты с действующими контрактами могли остаться в новом клубе или разорвать контракт.

## Сезоны по дивизионам
- Сегунда (4): 2003—2007
- Сегунда B (2): 2001—2003
- Терсера (1): 2000/2001
- Региональные лиги Мурсии (1): 1999/00.

## Известные игроки
См. также: Категория:Игроки ФК «Мурсия»
- Роландо Сарате
- Туру Флорес
- Шумахер
- Мику
- Хонай Эрнандес
- Хавьер Камуньяс
- Даниэль Гуиса
- Микель Лаза
- Микель Лабака
- Хосе Хуан Луке
- Айозе
- Даниель Нгом Ком
- Давид Это’о
- Карлос Торрес
- Роберто Мерино
- Славиша Йоканович
- Людовик Ассемоасса
- Хенок Гойтом

## После переезда «Сьюдада»
После переезда «Сьюдада» в Мурсии путём объединения резервной команды «Сьюдад де Мурсия» и команды EMD Lorquí была основана команда CA Ciudad de Lorquí, 31 октября 2008 года преобразовавшаяся в клуб CF Atlético Ciudad (в сезонах 2008/09 и 2009/10 участвовал в Сегунде Б). В 2010 году из-за финансовых проблем CF Atlético Ciudad был расформирован. В том же году группой болельщиков «Сьюдад де Мурсия» был создан клуб CAP Ciudad de Murcia, первый матч провёл 25 сентября 2011 года на седьмом уровне испанской системы лиг, в 2015 года вышел в Терсеру (4-й уровень) (в 2017 году вылетел, спустя год — вернулся).